# Anzerská poustevna svaté Trojice (Solovecký klášter)
Anzerská poustevna svaté Trojice (rusky Свято-Троицкий анзерский скит) je jedna z pousteven Soloveckého kláštera, založená na počátku 17. století soloveckým mnichem Eleazarem na Anzerském ostrově. Ve 20. a 30. letech 20. století zde byla umístěna pobočka Soloveckého tábora zvláštního určení. Od roku 2001 slouží opět svému původnímu účelu.

## Historie
Na konci 16. století existovala na Anzerském ostrově nevelká osada solivařičů a rybářů, pracujících pro Solovecký klášter. Je doloženo, že roku 1583 sem nechal klášterní představený Iakov převézt pro potřeby osadníků dřevěný chrám svatého Mikuláše. Podle dochovaných záznamů chtěl také na Anzerském ostrově zřídit samostatný klášter, z neznámých příčin to ale ve svém nařízení z roku 1596 zakázal car Fjodor I. Na počátku 17. století navíc byly zdejší solivárny uzavřeny, ostrov tak přestal být trvale osídlen a byl pouze příležitostně navštěvován rybáři.

### 17. století
Na počátku 17. století byl ostrov opuštěn, nejspíše kvůli nedostatku dřeva pro vaření soli (tzn. odpařování nad ohněm). Díky tomu začal vábit vyznavače poustevnického života. Prvním a nejznámějším z nich byl solovecký mnich Eleazar.

Na podzim roku 1612 se Eleazar usadil se svolením představeného u Kulatého jezera, aby zde žil v ústraní. Vyráběl dřevěné nádobí, které nechával u přístaviště. Kupci a rybáři, kteří se zde zastavili, mu na výměnu zanechávali chléb a jiné zásoby. Když však jeho příkladu začali následovat další mniši a usazovali se v okolí, přestěhoval se do ústraní k Zálivu svaté Trojice, nedaleko zchátralého chrámu svatého Mikuláše, kde se poustevna nachází dodnes.

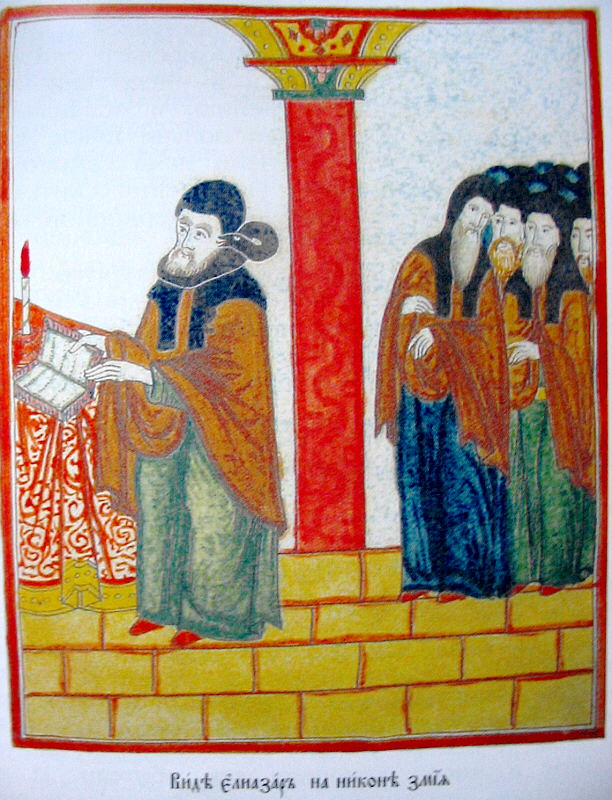
Eleazar Anzerský vidí hada na Nikonově šíji (starověrecký lubok, 19. století)

Roku 1620 se o poustevnickém společenství na Anzerském ostrově dozvěděl patriarcha Filaret a nařídil výstavbu poustevny a dřevěného chrámu, zasvěceného Nejsvětější Trojici a Michailu Maleninu. Car Michail I. Fjodorovič daroval chrámu roku 1621 vybavení a poustevníkům vydělil 3 četverti žitné mouky, osminu ječmenného sladu a osminu ovsa ročně, navíc každému 1 rubl a 50 kopějek. Místo na břehu Zálivu svaté Trojice bylo vybráno mj. kvůli tomu, že zde údajně rybáři opakovaně spatřili zázračné znamení, ohnivý sloup vystupující až do nebes.
Prvním stavitelem poustevny byl jmenován mnich Varlaam, od roku 1924 byl představeným poustevny Eleazar. Každý poustevník měl vlastní celu, které byly jedna od druhé vzdáleny verstu, v chrámu se scházeli pouze v neděli a o velkých svátcích. Roku 1633 udělil car poustevně nezávislost na Soloveckém klášteru a udělil jí právo vybírat si stavitele ze svého středu. V letech 1635-1639 zde pobýval budoucí patriarcha Nikon, pro neshody s Eleazarem však poustevnu opustil. Na poustevnu nicméně nezanevřel, jako patriarcha pro ni u cara vymohl zvýšení důchodu a další každoroční dary.
Přízni a samostatnosti se však Anzerská poustevna svaté Trojice netěšila dlouho. Její mniši totiž podporovali Solovecký klášter během tzv. soloveckého povstání proti Nikonovým reformám. Když bylo povstání potlačeno, poustevna přišla o své příjmy a roku 1682 i o samostatnost (byl znovu přičleněn k Soloveckému klášteru).

### 18. století
Novým impulsem k rozvoji Anzerské poustevny svaté Trojice bylo jmenování mnicha Iova stavitelem (Iov později založil nedaleko Poustevnu Ukřižování na Golgotě). Pod jeho vedením byl obnoven poustevnický řád, opraveny budovy a znovu zřízena knihovna.
V letech 1729-1730 byl vystavěn nový dřevěný chrám svatého Zosimy a Savvatie Soloveckých, do kterého byl přestěhován starý chrám svaté Trojice. Na místě tohoto zchátralého svatostánku potom vznikl v letech 1740-1743 kamenný chrám svaté Trojice, který se dochoval dodnes.

### 19. století

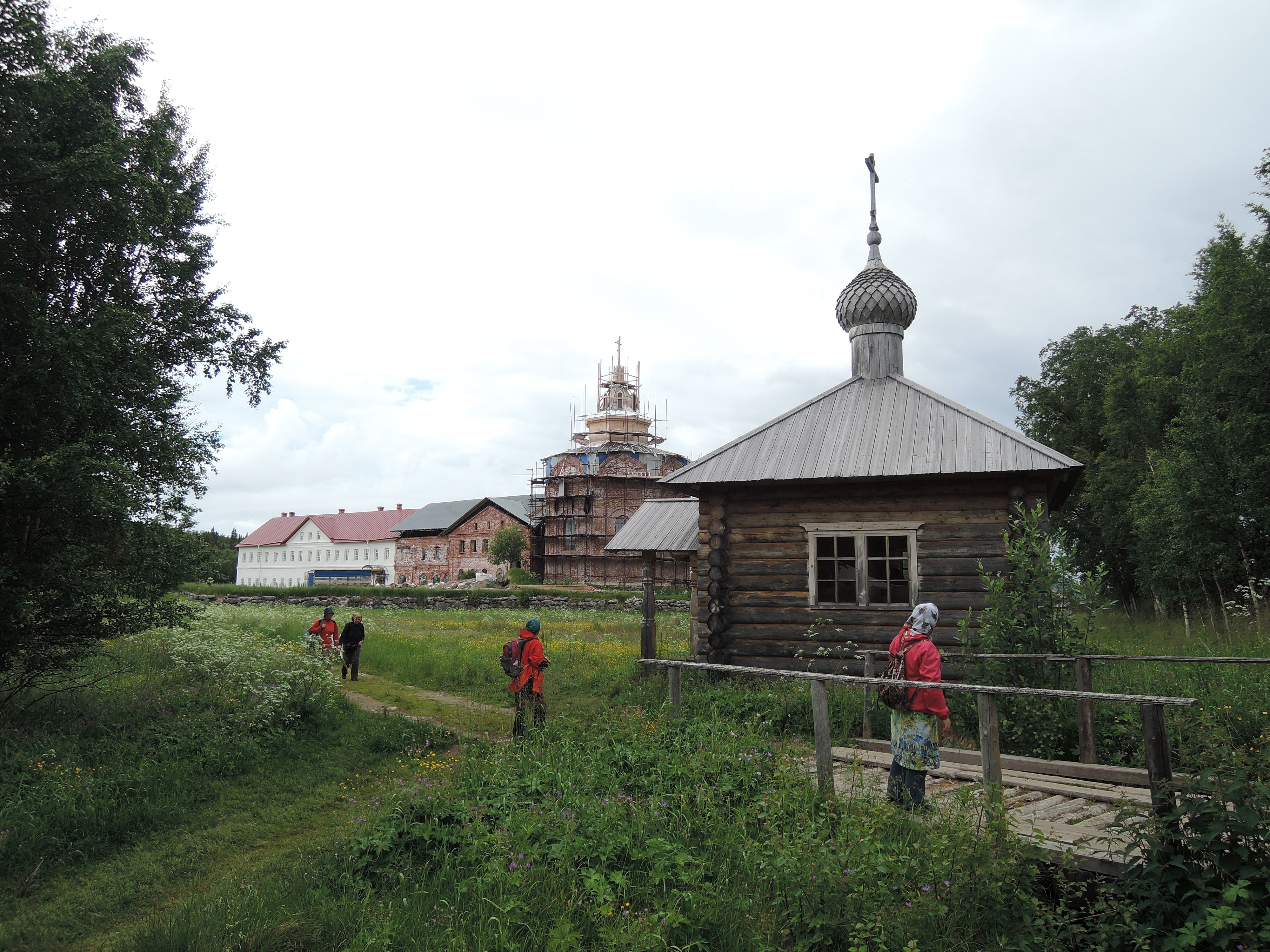
Mostek přes kanál a dřevěná kaple ikony Přesvaté Bohorodice Znamenie

Roku 1803 bylo k chrámu přistavěno dvoupatrové kamenné křídlo cel se zvoničkou, roku 1843 prodloužené o další obytné prostory. Pro dobrovolníky a poutníky byla vystavěna v letech 1929-1837 dvoupatrová ubytovna, kamenná ruská sauna zásobovaná vodou pomocí kanálu ze Svatého jezera a jiné hospodářské budovy. Chrám svaté Trojice byl mezi lety 1880-1884 přestavěn podle projektu archangelského architekta G. Vvedenského, čímž získal současnou podobu.

### 20. století
Stejně jako ostatní poustevny Soloveckého kláštera, i Anzerská poustevna svaté Trojice byla roku 1920 zrušena a v roce 1924 zde bylo zřízeno 4. oddělení Soloveckého tábora zvláštního určení. Poustevna sv. Trojice se stala administrativním centrem Anzerského oddělení. Byli zde drženi političtí vězni, kojící ženy, pravoslavné a katolické duchovenstvo. V letech 1929-1931 byli ve zdech poustevny drženi věznění mniši z různých klášterů. Když byl tábor v roce 1939 zrušen, budovy zpustly a nebyly nadále využívány.

## Současnost
Život v poustevně byl obnoven roku 2001, zároveň s tím byly obnoveny pravidelné bohoslužby v chrámu sv. Trojice. Od roku 2007 probíhá rozsáhlá rekonstrukce, jejímž cílem je obnovit dochované objekty. Práce zpomalilo zřícení zvonice v roce 2007 i nedostatek finančních prostředků, které jsou prozatím směřovány především do hlavního komplexu Soloveckého kláštera. V roce 2009 byla znovu postavena kaple ikony Přesvaté Bohorodice Znamenie nad kanálem. Poustevnu je možné navštívit v rámci organizovaných exkurzí na Anzerský ostrov.

## Galerie

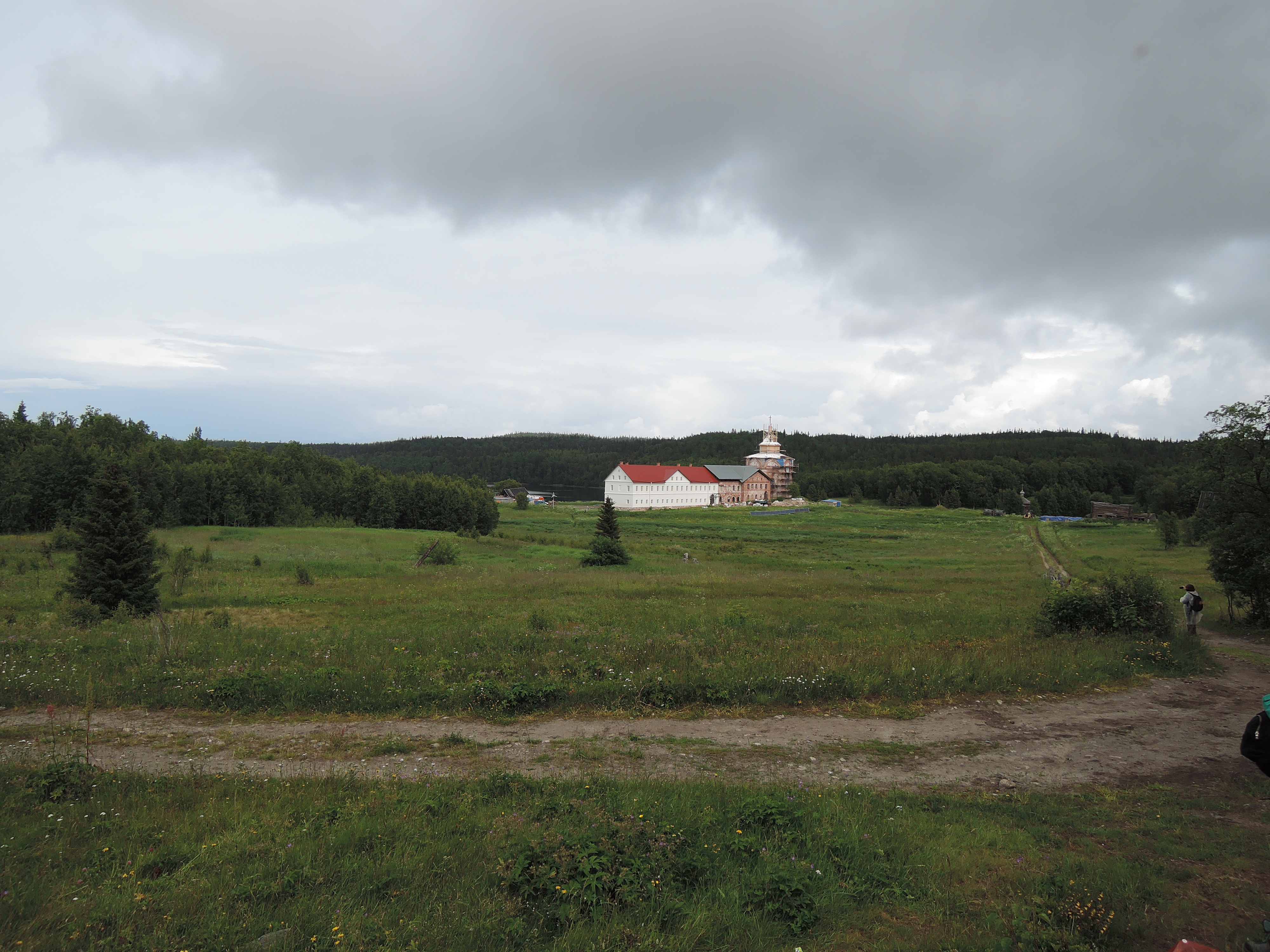
Cesta k poustevně a Zátoce sv. Trojice
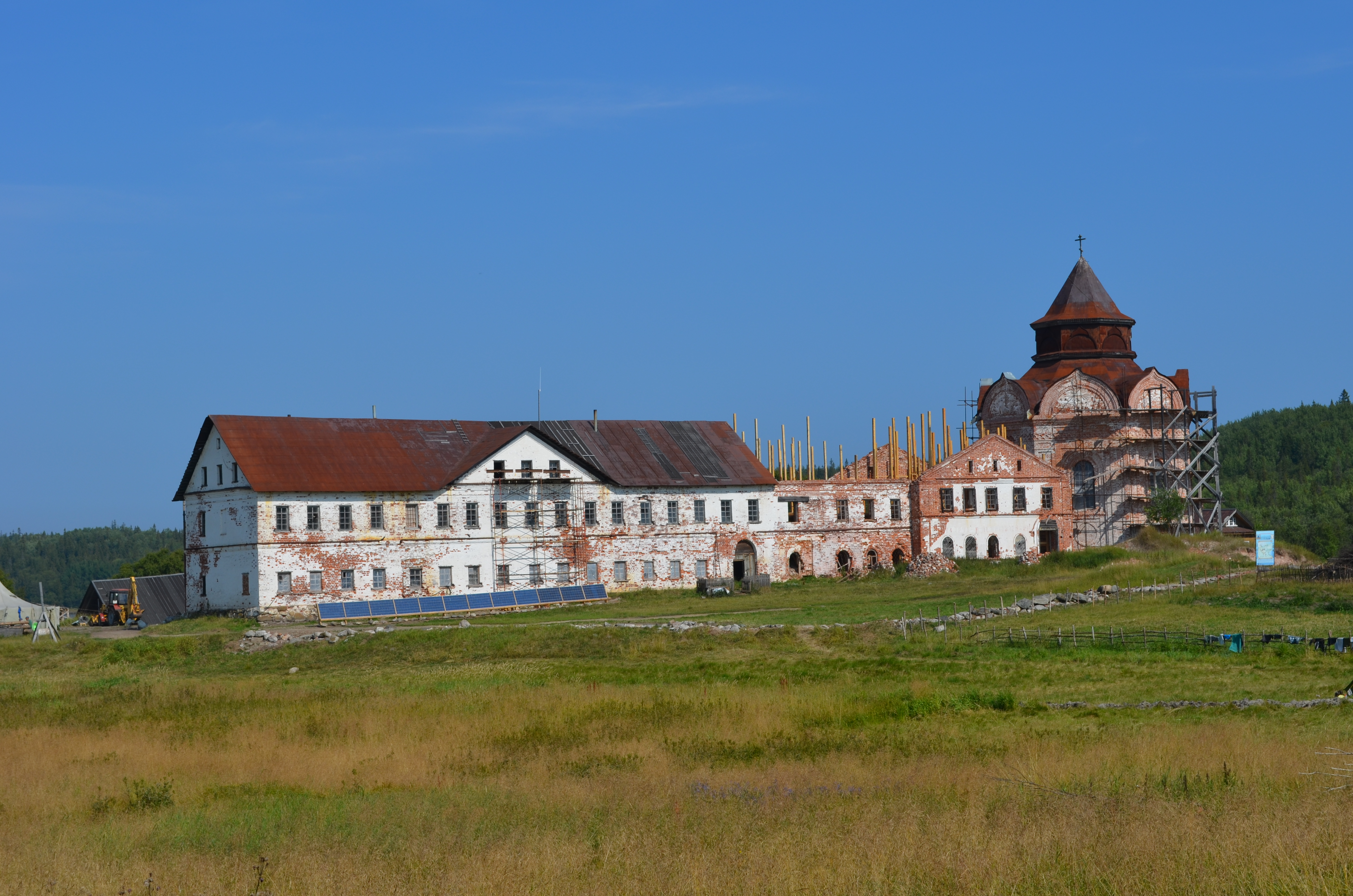
Poustevna roku 2013
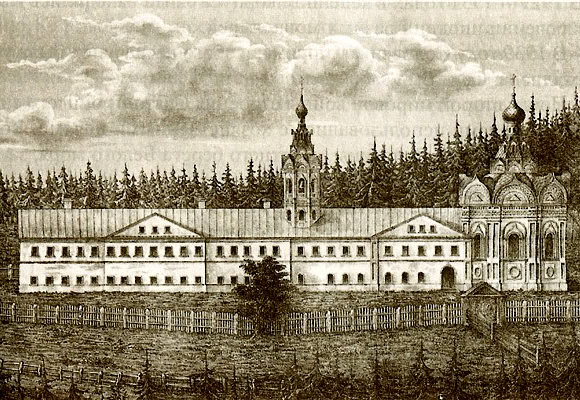
Poustevna v 19. století
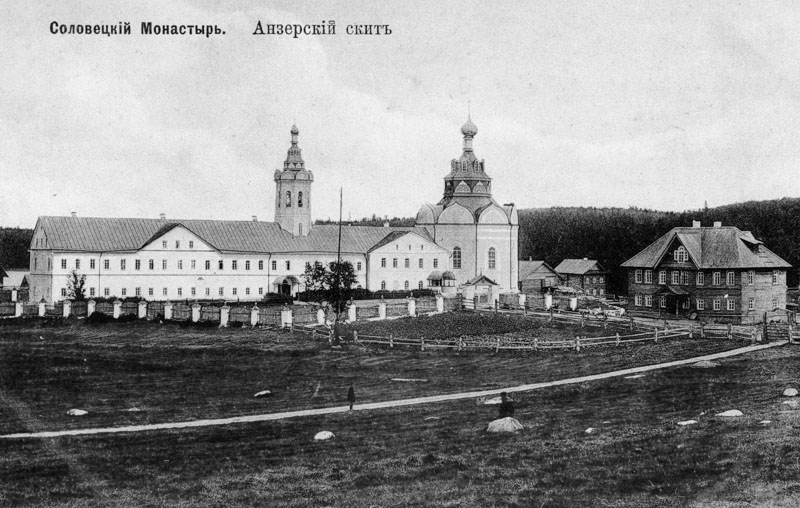
Na počátku 20. století
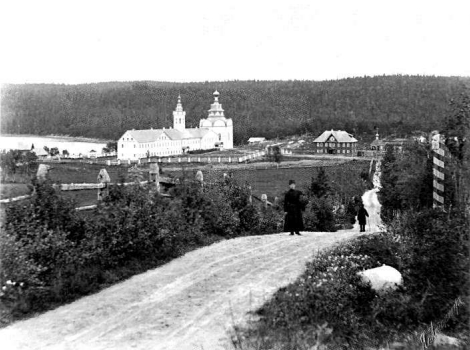
Na počátku 20. století
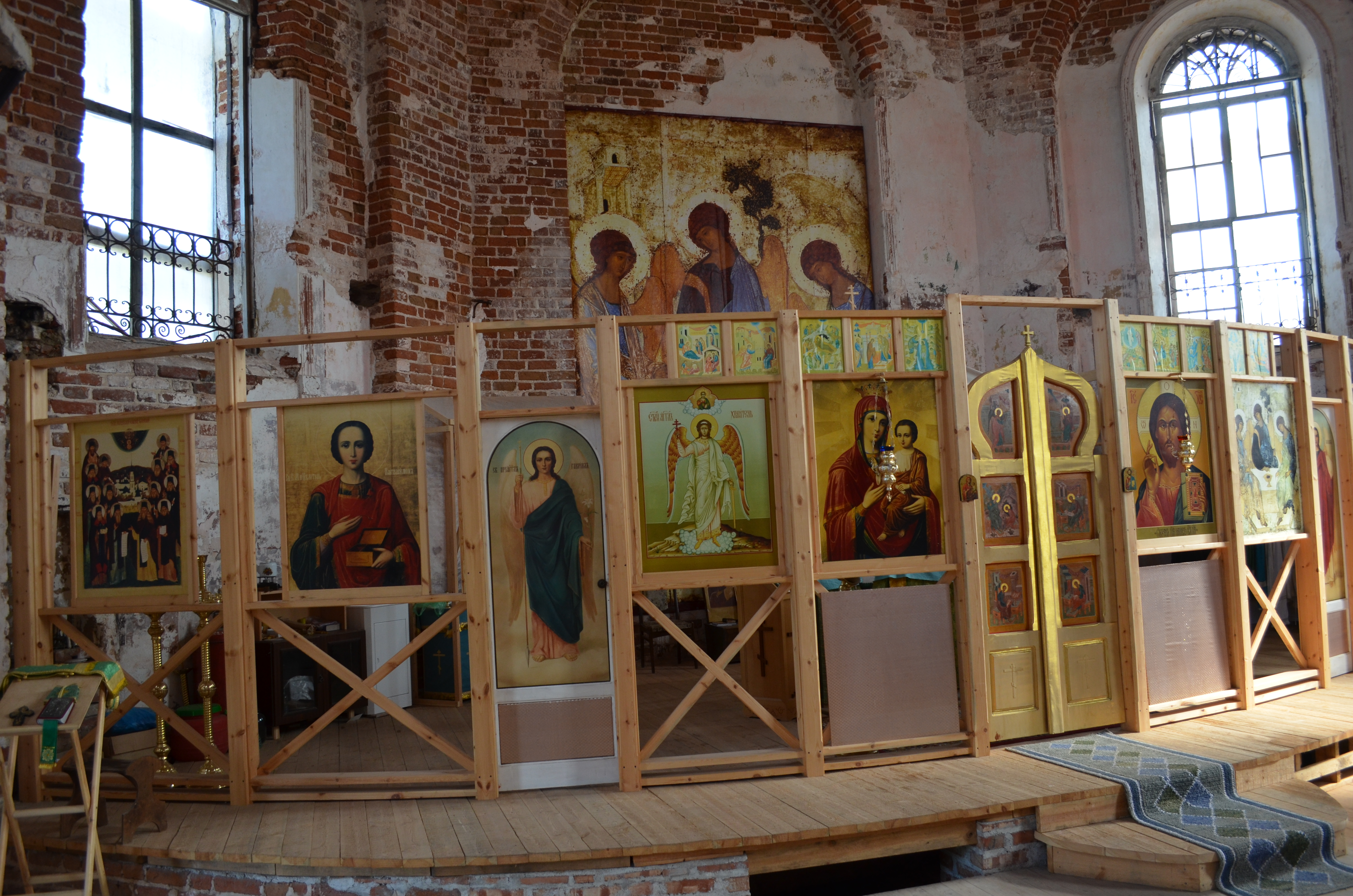
Prozatímní ikonostas v chrámu sv. Trojice
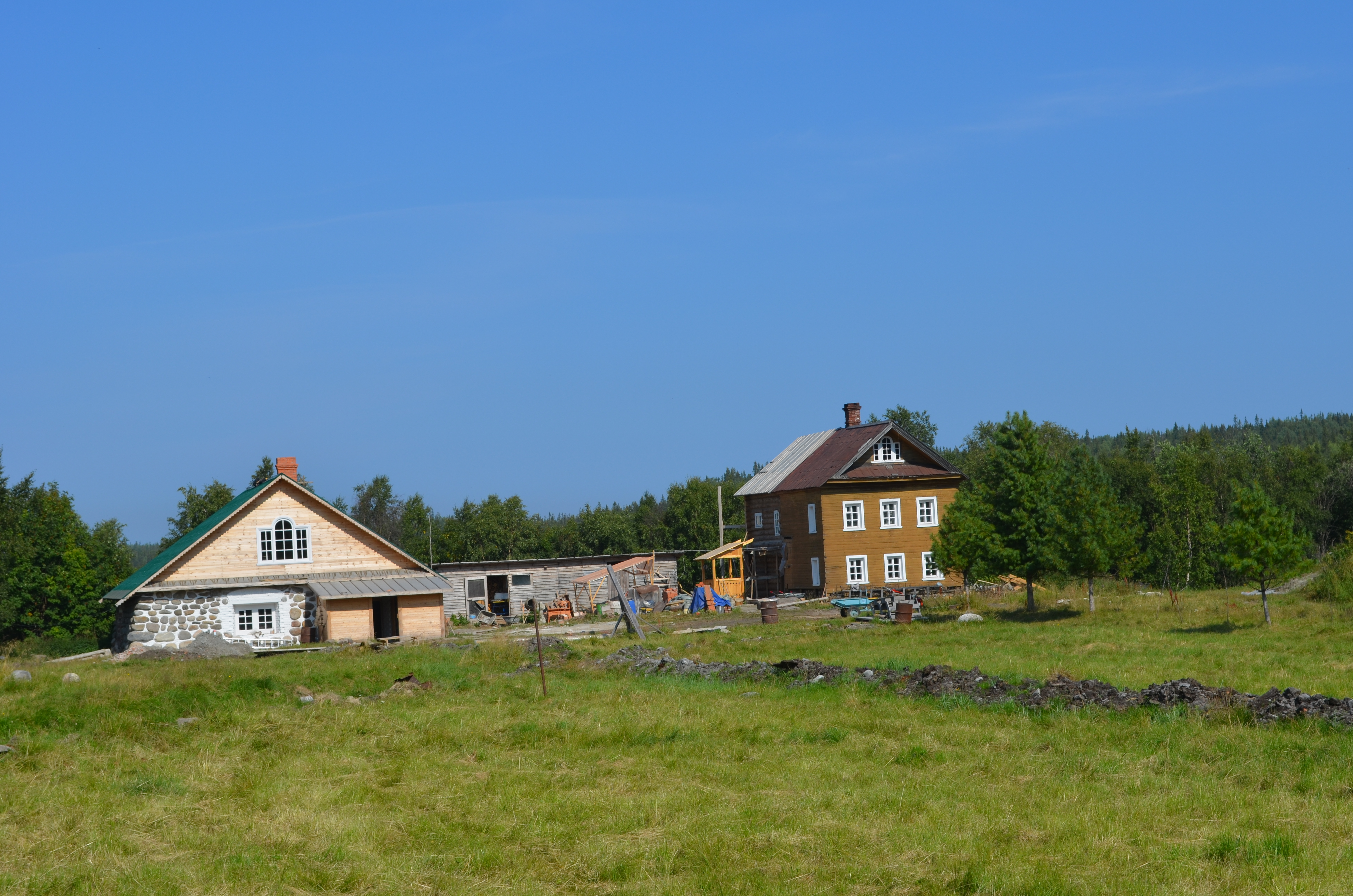
Hospodářské budovy, vlevo ruská sauna
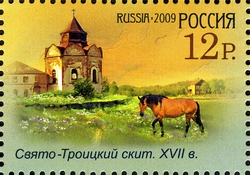
Poustevna na poštovní známce